# Srđa Trifković
Srđa Trifković (srbsky Срђа Трифковић, * 19. července 1954, Bělehrad) je americký historik, spisovatel a novinář srbského původu.
Srđa Trifković je expert na balkánskou politiku a americké zahraniční vztahy. Píše například do časopisu Chronicles a je autorem tří knih, včetně bestselleru The Sword of the Prophet.